# Ejep
Ejep (Ixep en aragonés bajorribagorzano) es una localidad española perteneciente al municipio de Graus, en la Ribagorza, provincia de Huesca (Aragón).

## General
A pesar de los pocos habitantes que hay inscritos en el pueblo, en los días de fiestas se reúnen muchas más personas casi todas con raíces en la localidad.
Los principales actos festivos que se celebran todos los años son:
- Santa Cruz de mayo, el primer domingo del mismo mes se hace una romería hasta la ermita de San Juan y San Pablo.
- Fiesta Mayor, aunque el santo patrón es San Cristóbal se celebra San Agustín el último sábado de agosto.

## Rutas
Las siguientes rutas de senderismo pasan por la localidad:
- PR-HU 49